# C-Squat
C-Squat es una antigua casa okupa ubicada en el 155 de la Avenida C (entre las calles 9 y 10), en el barrio de Alphabet City de Manhattan, Nueva York, donde han vivido músicos, artistas y activistas, entre otros. Después de un incendio, pasó a ser propiedad de la ciudad en 1978 y los ocupantes ilegales la tomaron en 1989. El edificio fue restaurado en 2002 y desde entonces es propiedad legal de sus ocupantes. En la planta baja ahora se encuentra el Museo del Espacio Urbano Reclamado.

## La restauración de la casa
Cuando fue okupado por primera vez, el edificio se estaba cayendo a pedazos y hubo que reemplazar las vigas centrales. Éstas se consiguieron de segunda mano y al precio más bajo posible. Todas las reparaciones en la estructura destruida fueron realizadas por los propios okupas, transformando el espacio a medida que trabajaban en él.La rehabilitación del edificio por cuenta propia no fue una tarea fácil, como señaló Neuwirth en su artículo: "en C Squat, las vigas estaban tan podridas que el edificio se había hundido casi un pie en el centro. Los okupas reemplazaron las vigas una por una. Consiguieron las vigas de repuesto de los trabajadores de una rehabilitación de viviendas cercana. Los trabajadores guardaron las vigas viejas pero todavía utilizables que estaban quitando y se las pasaron a los okupas".
Según los términos del acuerdo de ocupación de viviendas celebrado en 2002, la Junta de Asistencia para la Ocupación de Viviendas Urbanas obtuvo un préstamo a través del Banco Cooperativo Nacional para ayudar a pagar las renovaciones necesarias (para poner el edificio en condiciones de ocupación legal según las normas del código de la ciudad), que los okupas realizaron ellos mismos, en la medida de lo posible, para reducir los costos. Cuando se completó el trabajo de construcción, los residentes asumieron la propiedad del edificio como una cooperativa de vivienda de capital limitado.